# 海氏白吻蛇鰻
海氏白吻蛇鰻，為輻鰭魚綱鰻鱺目糯鰻亞目蛇鰻科的其中一種，分布於中西太平洋的印尼海域，棲息深度69-91公尺，棲息在底層水域，屬肉食性，生活習性不明。